# Pamoyanan (Cicendo)
Pamoyanan is een bestuurslaag in het regentschap Kota Bandung van de provincie West-Java, Indonesië. Pamoyanan telt 7448 inwoners (volkstelling 2010).